# Накахука
Накаху́ка (исп. Nacajuca) — город в Мексике, в штате Табаско, входит в состав одноимённого муниципалитета и является его административным центром. Численность населения, по данным переписи 2020 года, составила 10 956 человек.

## Общие сведения
Название Nacajuca с языка науатль можно перевести как: место бледнолицих.
Поселение было основано в 1325 году индейцами чонтали.
Первое письменное упоминание относится к 1524 году в записях Эрнана Кортеса.
17 февраля 1873 года Накахуке был присвоен статус вильи, в 1971 году — статус города.
Город расположен в 26 км северо-западнее столицы штата, города Вильяэрмоса, и в 5 км восточнее города Хальпа-де-Мендес.

## Население
| Год  | Численность | Численность |
| ---- | ----------- | ----------- |
| 2000 | 8778        | [ 6 ]       |
| 2005 | 9410        | [ 7 ]       |
| 2010 | 11 289      | [ 8 ]       |
| 2020 | 10 956      | [ 9 ]       |